# Sodohomè
Sodohomè è un arrondissement del Benin situato nella città di Bohicon (dipartimento di Zou) con 12.831 abitanti (dato 2006).